# Беатриса Барська
Беатриса (бл.1017—18 квітня 1076), маркграфиня Тосканська (1053—1076), дочка герцога Лотарингії Фрідріха II і Матильди Швабськоі.
У 1037 стала дружиною маркграфа Тосканського Боніфація III, який також був графом (або правителем) Брешії, Каносси, Феррари, Флоренції, Лукки, Мантуї, Модени, Пізи, Пістої, Парми, Реджо і Верони. У цьому шлюбі народила трьох дітей:
- Беатрису, яка померла у 1053
- Фрідріха
- Матильду

Після смерті Боніфація 6 травня 1052 Беатриса стала виконувати обов'язки регентки свого сина Фрідріха. У 1054 Беатриса одружилася з герцогом Лотаринзьким Годфрідом III. Годфрід зрадив імператора Священної Римської імперії Генріха III, а тому цей шлюб також був визнаний зрадницьким. У 1055 Генріх III прибув з двором до Флоренції й заарештував Беатрису, тоді як Годфрід продовжував бунтувати в Лотарингії. Імператор наказав неповнолітньому маркграфу Фрідріху прийти до нього, проте той відмовився. Через кілька днів з невідомої причини Фрідріх помер.
Фрідріху спадкувала його сестра Матільда, від імені якої правили її мати та вітчим. Після смерті імператора Генріха III його спадкоємець Генріх IV помирився з Годфрідом і повернув усе його сімейство до Італії.
У січні 1058 прихильник новообраного папи Римського Миколая II Лев Бенедикт відчинив ворота Леонінської стіни, давши можливість Годфріду та Беатрисі захопити острів Тіберіну і атакувати Латеранський собор, що змусило антипапу Бенедикта X 24 січня тікати. Беатриса і Годфрід підтримували реформи Гільдебранда і папи Олександра II.
У 1069 Годфрід помер, і Беатриса правила від імені неповнолітньої Матільди. Вона похована у кафедральному соборі Пізи, де її саркофаг зберігся до наших днів. Її посмертна епітафія гласить:
Quamvis peccatrix sum domna vocata Beatrix
In tumulo missa iaceo quæ comitissa